# Ouled Bourahmoune
Ouled Bourahmoune  (in arabo أولاد بورحمون‎?) è un centro abitato e comune rurale del Marocco situato nella provincia di Fquih Ben Salah, regione di Béni Mellal-Khénifra. Conta una popolazione di 15 113 abitanti (censimento 2014).